# Хелен (актриса)
Хелен Энн Ричардсон (хинди हेलन, англ. Helen Ann Richardson, род. 21 ноября 1938, Янгон, Бирма) — индийская актриса и танцовщица, лауреат престижных индийских премий, кавалер ордена Падма Шри.

## Биография
Хелен родилась 13 ноября 1938 года в городе Янгон, Бирма (совр. Мьянма) в семье англо-индийца и бирманки. Её отец погиб во время Второй Мировой Войны. После этого её семья пешком дошла до Бомбея в 1943, поскольку Бирма была оккупирована японцами. В одном интервью Хелен вспоминала, как она скиталась вместе с матерью и братом:

…Мы путешествовали попеременно через пустыню и сотни деревень, выживали только благодаря щедрости людей, потому что мы были без гроша в кармане, без еды и с небольшим количеством одежды. Иногда мы встречались с британскими солдатами, которые обеспечивали нас транспортом, давали убежище, лечили наши мозоли на ногах и синяки и кормили нас. К тому времени, как мы достигли Дибругарха в Ассаме, наша группа (беженцев) уменьшилась до половины. Некоторые заболели и остались позади, другие умерли от голода и болезней. У моей матери в пути случился выкидыш. Выживших поместили в больницу на лечение. Мать и я выглядели как скелеты, и состояние моего брата было критическим. Два месяца мы провели в больнице. Когда мы поправились, мы переехали в Калькутту, но к сожалению, мой брат умер там из-за оспы.
Оригинальный текст (англ.)...we trekked alternately through wilderness and hundreds of villages, surviving on the generosity of people, for we were penniless, with no food and few clothes. Occasionally, we met British soldiers who provided us with transport, found us refuge and treated our blistered feet and bruised bodies and fed us. By the time we reached Dibrugarh in Assam, our group had been reduced to half. Some had fallen ill and been left behind, some had died of starvation and disease. My mother miscarried along the way. The survivors were admitted to the Dibrugarh hospital for treatment. Mother and I had been virtually reduced to skeletons and my brother's condition was critical. We spent two months in hospital. When we recovered, we moved to Calcutta, and sadly my brother died there due to small pox.

Будущая актриса бросила школу, чтобы содержать семью, поскольку зарплаты матери как медсестры было недостаточно, чтобы прокормить их с дочерью.
Хелен впервые попала в Болливуд, когда друг семьи, актриса, более известная как Куко, помогла ей найти работу в качестве одной из танцовщиц в фильмах Shabistan и «Бродяга». Хелен скоро стала получать приглашения сниматься регулярно, и из танцовщицы кордебалета, стала танцовщицей, исполнявшей сольные номера в таких фильмах, как Alif Laila и Hoor-e-Arab.
Первый крупный успех пришёл к ней в 1958 году, после того как она исполнила танец к песне «Mera Naam Chin Chin Chu» в фильме Howrah Bridge, которую спела Гита Датт.
В 1999 году Хелен получила Filmfare Award за вклад в кинематографию.
В 2009 году она была награждена орденом Падма Шри.

## Личная жизнь
В 1981 году Хелен вышла замуж за сценариста Салима Хана. Хан был женат и имел четырёх детей; Хелен присоединилась к его семье, став второй женой (Салим Хан женат на двух женщинах одновременно). Все дети хорошо приняли её и тесно связаны с ней, Хелен и другая жена Хана, Сушила Хан, нередко совместно появляются на публике. Имеют шесть внуков.
В конце 1980-х годов Хелен и её муж удочерили девочку по имени Арпита. Она была дочкой бездомной женщины, которая случайно погибла на тротуаре в Мумбае из-за аварии. Хан наткнулся на этого ребёнка и увидел, что она плачет, и привел её домой, чтобы позаботиться о ней Арпита выросла с тремя родителями, тремя старшими братьями и старшей сестрой в их доме. Арпита училась в Мумбаи, затем училась в Лондонской школе моды и вернулась в Мумбаи, чтобы работать в фирме по дизайну интерьеров. 18 ноября 2014 года она вышла замуж за Аюша Шарму, бизнесмена из Дели, который является сыном министра правительства штата Химачал-Прадеш, и внуком Сукх Рамы, бывшего председателя кабинета министров. Оба политика принадлежат к партии Индийский национальный конгресс Свадьба проходила в отеле Falaknuma Palace в Хайдарабаде 30 марта 2016 года, у них родился сын Ахил Шарма, для Хелен Ричардсон это шестой внук.

## Фильмография
| Год  |   | Русское название              | Оригинальное название    | Роль                                              |
| ---- | - | ----------------------------- | ------------------------ | ------------------------------------------------- |
| 1958 | ф |                               | Howrah Bridge            | танцовщица                                        |
| 1958 | ф |                               | Bhookailas (тел.)        | Аспара                                            |
| 1960 | ф |                               | Hum Hindustani           | Калпана                                           |
| 1961 | ф |                               | Sampoorna Ramayana       | Сурпанакха                                        |
| 1962 | ф |                               | China Town               | Рита Д. Рай                                       |
| 1964 | ф |                               | Woh Kaun Thi?            | Сима                                              |
| 1965 | ф |                               | Gumnaam                  | Китти Келли                                       |
| 1966 | ф |                               | Teesri Manzil            | Руби                                              |
| 1967 | ф |                               | Hare Kanch Ki Chooriyan  | Пушпа Мальхотра                                   |
| 1967 | ф | Похититель ценностей          | Jewel Thief              | Хелен                                             |
| 1968 | ф |                               | Shikaar                  | Вира                                              |
| 1969 | ф |                               | Talash                   | Рита                                              |
| 1969 | ф |                               | Prince                   | София                                             |
| 1969 | ф |                               | Intaquam                 | Ребекка                                           |
| 1969 | ф |                               | Pyar Ka Sapna            | Дженни                                            |
| 1970 | ф |                               | The Train                | Мисс Лили                                         |
| 1970 | ф | Красивый и упрямый            | Tum Haseen Main Jawaan   | Джина                                             |
| 1970 | ф | Бомбейское кино               | Bombay Talkie            |                                                   |
| 1970 | ф |                               | Puraskar                 | Рита                                              |
| 1971 | ф | Караван                       | Caravan                  | Моника                                            |
| 1972 | ф |                               | Mere Jeevan Saathi       | Камини                                            |
| 1972 | ф |                               | Rakhi Aur Hathkadi       | Миссис Рин                                        |
| 1972 | ф |                               | Dil Daulat Duniya        | Рита                                              |
| 1972 | ф |                               | Dharkan                  | Лааджванти                                        |
| 1975 | ф | Месть и закон                 | Sholay                   | специальное появление в песне «Mebhooba Mebhooba» |
| 1975 | ф |                               | Zakhmee                  | Шейла                                             |
| 1975 | ф |                               | Kala Sona                | Чамели                                            |
| 1976 | ф |                               | Bairaag                  | Люси                                              |
| 1977 | ф | Амар, Акбар, Антони           | Amar Akbar Anthony       | специальная гостья (фальшивая Джэнни)             |
| 1978 | ф | Главарь мафии                 | Don                      | Камини                                            |
| 1979 | ф | Два цвета крови               | Lahu Ke Do Rang          | Сюзи                                              |
| 1979 | ф | Великий игрок                 | The Great Gambler        | Моника                                            |
| 1980 | ф |                               | Billa (там.)             | Рина                                              |
| 1991 | ф | Одиночка                      | Akayla                   | Мать Симы                                         |
| 1996 | ф | Мир музыки                    | Khamoshi: The Musical    | Мария                                             |
| 1999 | ф | Навеки твоя                   | Hum Dil De Chuke Sanam   | Миссис Розеллин                                   |
| 2000 | ф | Влюблённые                    | Mohabbatein              |                                                   |
| 2002 | ф |                               | Shararat                 | Анурадха Матхур                                   |
| 2002 | ф | Сердце, не перестающее биться | Dil Ne Jise Apna Kahaa   | Бабушка Дхани                                     |
| 2006 | ф |                               | Humko Deewana Kar Gaye   | Китти Кохли                                       |
| 2007 | ф | Мариголд: Путешествие в Индию | Marigold                 |                                                   |
| 2010 | ф |                               | Dunno Y... Na Jaane Kyon |                                                   |
| 2012 | ф | Поможем развестись            | Jodi Breakers            | Мадонна                                           |
| 2012 | ф | Героиня                       | Heroine                  | Шагуфта Ризви                                     |